# Sawah Tingkeum
Sawah Tingkeum is een bestuurslaag in het regentschap Aceh Selatan van de provincie Atjeh, Indonesië. Sawah Tingkeum telt 842 inwoners (volkstelling 2010).